# Малиновский, Борис Николаевич
Бори́с Никола́евич Малино́вский (укр. Борис Миколайович Малиновський; 24 августа 1921, Лух, Иваново-Вознесенская губерния — 13 ноября 2019, Киев) — советский и украинский учёный, ветеран вычислительной техники, член-корреспондент АН УССР и НАН Украины, доктор технических наук, профессор. Заслуженный деятель науки и техники Украины.

## Биография
Был призван в армию в 1939 году, сразу после окончания средней школы. За годы Великой Отечественной войны прошёл путь от рядового артиллериста до командира батареи, был дважды ранен.
Окончил Ивановский энергетический институт (1950) и аспирантуру Института электротехники АН УССР, в 1953 году защитил кандидатскую диссертацию.
С 1954 года — научный сотрудник лаборатории вычислительной техники Института электротехники АН УССР, затем заместитель директора по науке и руководитель отдела специализированных цифровых машин в Вычислительном центре АН УССР. 1962—1981 годы — руководитель отделения кибернетической техники и заведующий отделом управляющих машин Института кибернетики имени В. М. Глушкова АН Украинской ССР, с 1981 года — советник дирекции.
В 1958—1961 годах — главный конструктор полупроводниковой управляющей машины широкого назначения «Днепр» на ВЦ АН Украины.
В 1964 году защитил докторскую диссертацию «Разработка и применение управляющей машины широкого назначения УМШН „Днепр“».
В 1969 году избран членом-корреспондентом Академии наук Украинской ССР.
В 1967—1973 годах — главный конструктор мини-ЭВМ «М-180».
В 1973—1986 годах принимал участие в разработке компьютеров «Электроника С5» и «Нейрон».
В 2000-е годы активно писал исторические книги, посвящённые истории Великой Отечественной войны и истории советской вычислительной техники. Участвовал в проекте украинской компании М-Платформа по созданию реконфигурируемой компьютерной системы «М-12», на базе которой проектируется суперкомпьютер «Академик Сергей Королёв».
Член российской общественной организации Международной академии информатизации.
Скончался 13 ноября 2019 года, на 99-м году жизни.